# Denzel Mims
Denzel Jeremiah Mims (* 10. Oktober 1997 in Daingerfield, Texas) ist ein US-amerikanischer American-Football-Spieler. Er spielt auf der Position des Wide Receivers in der National Football League (NFL). Zuletzt stand er bei den Jacksonville Jaguars unter Vertrag. Zuvor spielte Mims drei Jahre lang für die New York Jets.

## College
Mims spielte vier Jahre lang für das Football-Team der Baylor University als Wide Receiver. Seinen Durchbruch schaffte er in seiner zweiten Saison mit 61 gefangenen Pässen für 1087 Yards und 8 erzielten Touchdowns. In der darauffolgenden Saison erzielte er erneut 8 Touchdowns und beendete die Saison mit 55 gefangenen Pässen für 794 Yards. In seinem letzten Jahr am College gelangen ihm sogar 12 Touchdowns und 66 gefangene Pässe für 1020 Yards. In seinem letzten Spiel für Baylor traf er im Sugar Bowl auf die Georgia Bulldogs. In diesem Spiel gelangen ihm nochmal 5 gefangene Pässe für 75 Yards und ein Touchdown, doch Baylor verlor das Spiel mit 14:26.

## NFL
Mims wurde bei dem NFL Draft 2020 von den New York Jets in der zweiten Runde an der 59. Stelle ausgewählt. Aufgrund einer Oberschenkelverletzung verpasste er den Großteil der Saisonvorbereitung und gab erst in Woche 7 sein NFL-Debüt gegen die Buffalo Bills, in dem er vier Pässe für 42 Yards fangen konnte.
Nachdem Mims in drei Jahren bei den Jets lediglich auf 42 gefangene Pässe für 676 Yards und keinen Touchdown gekommen war, stand vor der Saison 2023 seine Entlassung im Raum. Letztlich einigten sich die Jets auf einen Trade von Mims zu den Detroit Lions. Dies beinhaltete einen potentiellen Tausch von späten Picks im Draft 2025, der jedoch nicht zustande kam, da die Lions Mims noch vor Saisonbeginn entließen.
Am 3. Oktober 2023 nahmen die Pittsburgh Steelers Mims für ihren Practice Squad unter Vertrag. Im Juni 2024 wurde er entlassen, ohne ein Spiel für die Steelers gemacht zu haben, und wenig später von den Jacksonville Jaguars unter Vertrag genommen. Am 25. August 2024 entließen die Jaguars Mims im Rahmen der Kaderverkleinerung auf 53 Spieler vor Saisonbeginn.